# Shakespeares krönikespel
Shakespeares krönikespel är en av tre genrer som William Shakespeares dramer indelas i, i "den första folion" (1623); de övriga är tragedier och komedier. På senare tid särskiljs ofta en fjärde genre, sagospelen.
Krönikespelen handlar om sentida engelska kungars liv; dramer som handlar om andra kungar eller ledare räknas inte till denna genre. Så räknas Macbeth och Kung Lear till tragedierna, eftersom de handlar om en skotsk kung respektive en mytisk engelsk.
Stoffet är huvudskaligen hämtat från Raphael Holinsheds Chronicle, som bygger på flera äldre krönikor, men Shakespeare har troligen även använt andra verk. Shakespeares krönikespel behandlar endast delar av huvudpersonernas liv, och tillför en riklig mängd element av dramatiska skäl. Ibland betraktas krönikespelen som propaganda för huset Tudor och historiskt sett föreligger en politisk vinkling; att huset Stuart övertog Englands tron under Shakespeares karriär är ett tvingande argument för att krönikespelen torde ha tillhört Shakespeares tidigaste produktion. Henrik VIII utgör härvid ett undantag, och anses vara det sista verk Shakespeare skrev.
Bland krönikespelen finns det två grupper om vardera fyra pjäser, kända som första och andra tetralogin: Henrik VI del 1-3 och Rikard III respektive Rikard II, Henrik IV del 1-2 samt Henrik V. Tillsammans spänner dessa över cirka hundra år av engelsk historia. De övriga två krönikespelen, Kung John och Henrik VIII (pjäs), anknyter inte närmare till dessa.